# Neptuno e Tritão
Neptuno e Tritão é uma das primeiras esculturas do artista italiano Gian Lorenzo Bernini, confeccionada em mármore entre 1622 e 1623. Atualmente, encontra-se no Museu Vitória e Alberto, em Londres.

## Histórico
A obra foi originalmente encomendada pelo cardeal Alessandro Peretti di Montalto, servindo como fonte para decorar um jardim na Villa Peretti Montalto, no Monte Esquilino, em Roma. Foi comprada pelo inglês Thomas Jenkins em 1786, que a vendeu neste mesmo ano para o pintor Joshua Reynolds. Depois da morte de Reynolds, em 1792, a escultura foi vendida para Charles Pelham, que a manteve na sua casa em Chelsea, Londres. Seus descendentes a moveram, em 1906, para uma casa de campo em Lincolnshire. Em 1950, foi comprada pelo Museu Vitória e Alberto.

## Iconografia
A escultura faz referência aos seres mitológicos Neptuno (ou Poseidon) e seu filho, Tritão, os senhores dos mares. Embora ambos apareçam de maneira relativamente breve na literatura clássica, são considerados divindades poderosas no controle da terra e dos mares. É comum o equívoco de atribuir a Neptuno apenas os mares. No entanto, no mito grego, Neptuno é o controlador da terra e de tudo o que ela possui, assim como Zeus é o senhor dos céus e Hades do submundo. Neptuno e Tritão são frequentemente representados na água, segurando tridentes e, geralmente, dirigindo carruagens.
Bernini fez uma representação diferente das divindades. A história retratada na escultura é um mito no qual Neptuno resgata a frota de Eneias da fúria do mar. Bernini reinterpretou-o, focando-se mais nas ações de Neptuno e Tritão do que na própria história em si. No mito, Neptuno vem do fundo do mar e divide os navios com seu tridente. Bernini captou essa cena, com Neptuno apontando o tridente para baixo, embora não faça nenhuma referência aos navios de Eneias, dando assim a impressão de que Neptuno governou os mares a partir de cima.